# Багаева, Татьяна Алексеевна
Татьяна Алексеевна Багаева (род. 23 февраля 1983 года, Московская область, РСФСР, СССР) — российский искусствовед, музеолог, член-корреспондент Российской академии художеств (2012).

## Биография
Родилась 23 февраля 1983 года в Московской области.
В 2005 году — окончила Российский государственный гуманитарный университет.
С 2005 года — сотрудник Московского музея современного искусства: начальник отдел научной популяризации искусства ММОМА (2010—2015), руководитель Управления научной популяризации искусства, просветительской и образовательной деятельности Московского музея современного искусства (с 2016 года).
В 2012 году — избрана членом-корреспондентом Российской академии художеств от Отделения искусствознания и художественной критики.
Круг профессиональных интересов: экскурсионно-туристическая деятельность, событийный и арт-туризм, менеджмент культурных и креативных индустрий, а также дополнительное образование и подготовка специалистов, работающих в сфере культуры и современного искусства.
Куратор публичных и просветительских проектов в сфере культуры и искусства.